# La Tempête (ensemble)
La Tempête est un ensemble musical français fondé par Simon-Pierre Bestion en 2015. Le groupe cherche à proposer de nouvelles formes de concerts en s'émancipant du cadre défini par le XIXe siècle et en y incorporant des domaines artistiques transversaux comme la danse et le spectacle vivant.

## Historique
La Tempête est une « compagnie vocale et instrumentale » fondée en 2015 par Simon-Pierre Bestion, à partir de la réunion de deux de ses anciens projets : le chœur Luce del Canto et l'ensemble Europa Barocca. Le nom du groupe est basé sur la pièce de William Shakespeare de 1611, La Tempête. Il est depuis dirigé par Simon-Pierre Bestion. La Tempête tente une nouvelle approche de la forme des concerts, s'éloignant des canons de la représentation en vigueur lors du XIXe siècle et en faisant intervenir des pratiques parallèles autour du spectacle vivant comme la danse, comptant environ une vingtaine de personnes en moyenne. Le groupe enregistre son premier disque en 2014, La Tempête, autour de compositeurs comme Henry Purcell et Franck Martin. 
L'ensemble enregistre une version des Vêpres de Claudio Monteverdi, qu'il publie en disque en 2019 et donne régulièrement en concert, par exemple pour le festival Flâneries Musicales de Reims en juin 2022. Il travaille en 2021 sur d'autres Vêpres, celles de Sergueï Rachmaninov, en a cappella, adjoints des extraits d'autres ouvrages du compositeur, qu'il intitule Nocturne et joue lors des Concerts d'Automne à Tours, paru en disque par la suite au label Alpha. Par la suite, La Tempête explore le registre du chant byzantin avec Adrian Sirbu. En juillet 2022, La Tempête se produit lors du Festival des Heures Musicales de l’Abbaye de Lessay avec un concert confrontant les Stabat Mater d'Alessandro Scarlatti (1724) et d'Antonin Dvorak (1880).
L'ensemble propose des concerts avec une scénographie travaillée, notamment autour de la lumière, qui, fluctuante, accompagne la musique. On retrouve ce procédé dans les représentations dédiées à Sergueï Rachmaninov, mais également dans deux concerts en octobre 2022 : à l'Opéra de Lille pour son Festival, La Tempête organise Hypnos mettant en scène une ambiance sombre et brumeuse et Colors, avec des spots lumineux colorés très proches des musiciens.
Le groupe reçoit en octobre 2022 le Prix Liliane Bettencourt pour le chant choral, pour récompenser sa « démarche originale qui vise à renouveler la forme traditionnelle du concert, en mêlant au chant le travail du corps et la création scénique ».

## Enregistrements
- The Tempest, Alpha, 2015, CD (1h20), dir. Simon-Pierre Bestion avec La Tempête, enregistré en juillet 2014 à Choisy-le-Roi[9].
- Azahar, Alpha, 2017, dir. Simon-Pierre Bestion avec La Tempête.
- Larmes de résurrection, Alpha, 2018,  dir. Simon-Pierre Bestion avec La Tempête.
- Monteverdi : Vespro, Alpha, CD (2h20), 2019, dir. Simon-Pierre Bestion avec La Tempête et Claire Lefilliâtre, enregistré en novembre 2018 à Paris[10].
- Hypnos, Alpha, 2022, dir. Simon-Pierre Bestion avec La Tempête.